# Pseudomonocelis cavernicola
Pseudomonocelis cavernicola is een platworm (Platyhelminthes). De worm is tweeslachtig. De soort leeft in het zoute water.
Het geslacht Pseudomonocelis, waarin de platworm wordt geplaatst, wordt tot de familie Monocelididae gerekend. De wetenschappelijke naam van de soort werd voor het eerst geldig gepubliceerd in 1987 door Schockaert & Martens.